# Binom
Ein Binom (von lateinisch bi „zwei“ und nomen „Name“) ist in der Mathematik ein Polynom mit zwei Gliedern. Genauer: 
Ein Binom ist die Summe oder Differenz zweier Monome. Beispielsweise sind 
{\displaystyle a+b,\ x-\pi ,\ x^{2}+y^{2},\ 3ab^{5}-4c^{3},\ {\tfrac {p^{2}}{2}}-q}
Binome. Der Term {\displaystyle (a+b)^{2}} ist kein Binom, sondern das Quadrat eines Binoms.
Die Bezeichnung „Binom“ geht auf Euklid zurück – er bezeichnete eine zweigliedrige Summe {\displaystyle a+b} als „aus zwei Namen [bestehend]“ (altgriechisch ἐκ δύο ὀνομάτων ek dýo onomátōn).

## Rechenregeln
Für die Multiplikation zweier Binome gelten mittels Assoziativ- und Distributivgesetz die folgenden Regeln: 
{\displaystyle (a+b)(c+d)=ac+ad+bc+bd}
{\displaystyle (a+b)(c-d)=ac-ad+bc-bd}
{\displaystyle (a-b)(c-d)=ac-ad-bc+bd}
Verbal formuliert: Multipliziere jeden Term des ersten Binoms (der ersten Klammer) mit jedem Term des zweiten Binoms (der zweiten Klammer).
Folgende Sonderfälle sind als Binomische Formeln bekannt:
{\displaystyle (a+b)^{2}=a^{2}+2ab+b^{2}}
{\displaystyle (a-b)^{2}=a^{2}-2ab+b^{2}}
{\displaystyle (a+b)(a-b)=a^{2}-b^{2}}
Der Binomische Lehrsatz liefert eine Darstellung für beliebig hohe Potenzen eines Binoms:
{\displaystyle (a+b)^{n}=\sum _{k=0}^{n}{n \choose k}a^{n-k}b^{k}}
Die Koeffizienten {\displaystyle {\tbinom {n}{k}}} werden Binomialkoeffizienten genannt und können durch diese Formel definiert werden.